# Кай Гуллмар
Кай Гуллмар (швед. Kai Gullmar, настоящее имя Gurli Maria Bergström; 1905—1982) — шведский композитор, певица и актриса.

## Биография
Родилась 2 апреля 1905 года в Сундсвалле в семье Карла Йохана Петруса Бергстрёма (по прозвищу «Кол-Калле») и его жены Лидии Марии, урождённой Лакс. Отец занимался торговлей углём и коксом; мать управляла кафе в здании, в котором они жили.
В раннем возрасте она научилась играть на губной гармошке, аккордеоне, а затем и на фортепиано. В юные годы участвовала в ревю для детей в Сундсвалле, дебютировав в отеле «Knaust». С 1924 по 1925 год Гурли обучалась торговле в Лондоне. Здесь она почувствовала вкус английского языка и американской танцевальной музыки, участвовала в танцевальной группе отеля Savoy оркестра Джека Хилтона. Вернувшись домой, она написала свою первую песню с английским текстом.
Несколько лет проработав в офисе отца, переехала в Стокгольм и устроилась продавцом в граммофонный магазин Audofon. В 1928 году она прошла прослушивание у короля ревю Эрнста Рольфа и была в него принята. Исполняла песню «När de flaggar på slottet, är kungen i sta’n». Но родители запретили дочери выступать на сцене и забрали её домой в Сундсвалль.
Через год ей разрешили вернуться в Стокгольм. Она получила место ассистентки в граммофонном отделе музыкального магазина Лундхольма (Lundholms Pianomagasin). В магазине был громкоговоритель, выходящий на улицу, и иногда Гурли исполняла песни, которые можно было слышать на тротуаре. Однажды мимо проходивший оперный дирижёр Нильс Гревиллиус зашёл в магазин и спросил, кто это так хорошо поет. Он убедил молодую работницу пройти прослушивание в граммофонной компании Husbondens Röst (His Master’s Voice). Директор звукозаписи Вера Окерман была удивлена такому таланту, и придумала её новое имя: Кай Гуллмар. Под новым именем она дебютировла как певица на граммофонной записи 14 февраля 1931 года. На следующей пластинке она исполнила собственную композицию «Kan du inte sjunga — så vissla!» на собственный текст. Но в будущем она предпочла сочинять на основе готовых текстов в сотрудничестве с поэтами, одним из которых был Густав Валениус. Иногда Гуллмар использовала псевдоним d’Alvarez-Carter.
Первый большой успех Кай Гуллмар пришёлся на 1933 год, когда появился хит På Ancora Bar на текст Фрица Густава Сунделёфа. Затем песню исполнила Карин Джуэль, которая дебютировала с ней и стала одной из самых известных певиц Швеции. В 1930—1940 годах Кай Гуллмар добилась большого успеха, когда она сотрудничала с такими ведущими артистами страны, как Карл Герхард и Густав Валли. Среди её самых известных сочинений: «Jag har en liten melodi» (1939), «Swing it, magistern!» и «Med dej i mina armar» (обе 1940). Её песни исполнялись и были записаны самыми популярными артистами Швеции.
Гуллмар часто появлялась на радио, впервые в 1930 году, а с 1931 года часто выступала вместе с Леннартом Фальком в дуэте Kai & Len. Она принимала участие в ревю, летом гастролировала. Всего она написала около 500 хитов, а также музыку к 47 шведским фильмам.

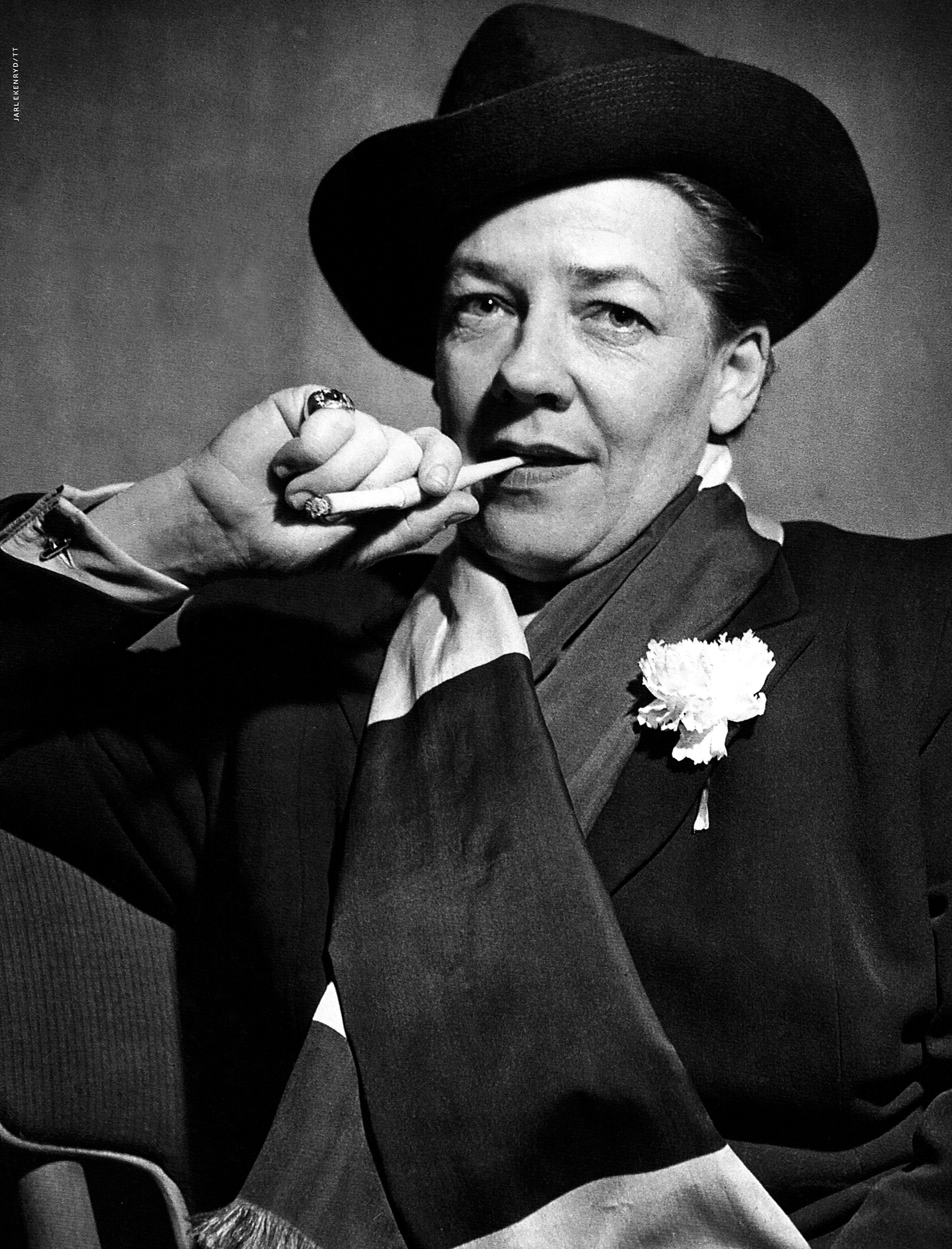
Кай Гуллмар, 1950 год

Умерла 25 марта, 1982 года в Стокгольме. Её отпевание прошло в церкви Gustaf Adolfskyrkan. Была похоронена в мемориальной роще на городском кладбище Норра бегравнингсплатсен.
В 2018 году она была введена в Зал славы шведской музыки.

### Личная жизнь
Кай Гуллмар была открытой лесбиянкой и была известна своим часто андрогинным способом одеваться. Много лет жила с бывшей датской балериной Ритой Розенберг (Rita Rosenberg').